# Florensac
Florensac là một xã thuộc tỉnh Hérault trong vùng Occitanie ở phía nam nước Pháp. Xã này nằm ở khu vực có độ cao 1-90 mét trên mực nước biển. Dân số thời điểm năm 1999 là 4189 người.